# Test de Dix-Hallpike

Los pacientes con un resultado positivo mostrarán nistagmo durante la realización de la prueba.

El test o maniobra de Dix-Hallpike o de Nylen-Barany es una prueba clínica utilizada en la evaluación para el diagnóstico de vértigo posicional paroxístico benigno (VPPB).
La maniobra fue descrita por primera vez por la neuro-otóloga británica Margaret Dix en 1952.

## Indicaciones y contraindicaciones
La maniobra está indicada en pacientes con vértigo paroxístico en los cuales el tipo posicional y benigno sea sospechado durante la evaluación. Estos pacientes a menudo presentan vértigo en episodios breves de duración menor a un minuto y realizan cambios en la posición de la cabeza y el cuerpo para evitar los episodios. En concreto, un estudio de 2011 apunta a que los síntomas más característicos son la presencia de mareo de duración igual o mayor a 15 segundos y que el comienzo del mismo se dé al darse la vuelta tumbado en la cama. A veces, la sensación de mareo y los síntomas de náusea persisten durante más de un minuto, pero si la sensación de movimiento propia del vértigo acompaña a estos síntomas después de ese tiempo, deberían considerarse otros diagnósticos alternativos. Los vértigos de tipo no paroxístico suelen estar provocados por síndromes vestibulares o problemas de origen en el sistema nervioso central, como un derrame cerebral acontecido en el tronco del encéfalo. Distinguir entre estas causas requiere de una evaluación neurológica detallada y las pruebas de imagen adecuadas como por tomografía axial computerizada (TAC) o resonancia magnética nuclear, que deberán realizarse previamente a la maniobra. Sin embargo, si la historia y el resto de indicios apuntan a la existencia de vértigo posicional paroxístico benigno, el test de Dix-Hallpike se considera el gold standard para confirmar el diagnóstico.
La maniobra no se realiza en pacientes con patología del cuello si se considera que los movimientos durante su realización podrían ser peligrosos para el paciente. Además, previa a su realización se tienen en cuenta la presencia de casos de inestabilidad cervical, problemas vasculares como insuficiencia vertebrobasilar, daño traumático agudo en el cuello o protrusión discal cervical ya que se consideran contraindicaciones absolutas.

## Procedimiento
Antes de la realización de la prueba, el paciente es informado del procedimiento de la misma, y se le advierte que es posible que los síntomas de vértigo, mareo o vómitos se reproduzcan.
El paciente se sienta sobre la mesa de evaluación con las piernas extendidas sobre esta y la cabeza rotada 45° hacia el lado del oído interno a testar. A continuación, mediante un movimiento rápido y con una doble toma en la cabeza que asegure que esta se mantiene en rotación, el terapeuta lleva al paciente al decúbito y su cabeza a la extensión. Manteniendo esta posición durante no más de un minuto, el terapeuta busca síntomas de nistagmo torsional o vertical. Si el paciente reporta síntomas de vértigo y existe nistagmo tras un breve momento después de llevar la cabeza a extensión, se considera que el test es positivo.
Su sensibilidad es del 82%, mientras que su especificidad es del 71%. Su valor predictivo negativo es solo del 52%, lo cual justifica que la maniobra deba realizarse varias ocasiones para confirmar el diagnóstico. En caso de realizarse de nuevo, el paciente deberá descansar durante al menos un minuto entre cada test.